# الأزرق المقرئ
الأزرق المقرئ، هو: يوسف بن عمرو بن يسار ويقال: سيار، قال الداني: والصواب يسار وأخطأ من قال: بشار، أبو يعقوب المدني ثم المصري المعروف بالأزرق، ثقة محقق ضابط، توفي سنة 240 هـ.
وصفه الذهبي بالإمام المقرئ، وقال عنه ابن الجزري في ترجمته: «ثقة محقق ضابط».
وقال أبو الفضل الخزاعي: «أدركت أهل مصر والمغرب على رواية أبي يعقوب الأزرق عن ورش لا يعرفون غيرها».

## اسمه وكنيته ولقبه ومولده
يوسف بن عمرو بن يسار، أبو يعقوب المدني ثم المصري، المعروف بالأزرق.

## تلمذته وبعض أحواله
أخذ القراءة عرضا وسماعا عن ورش وهو الذي خلفه في القراءة والإقراء بمصر, وعرض على سقلاب ومعلى بن دحية، روى القراءة عنه عرضا إسماعيل بن عبد الله النحاس ومحمد بن سعيد الأنماطي، أبو بكر عبد الله بن مالك بن سيف وهو آخرهم موتًا ومواس بن سهل، قال الذهبي: لزم ورشا مدة طويلة وأتقن عنه الأداء, وجلس للإقراء وانفرد عن ورش بتغليظ اللامات وترقيق الراءات، قال شمس الدين أبو الخير ابن الجزري: لم ينفرد بذلك عن ورش بل روى ذلك عن ورش يونس بن عبد الأعلى، وقال أبو الفضل الخزاعي: أدركت أهل مصر والمغرب على رواية أبي يعقوب الأزرق عن ورش لا يعرفون غيرها، وقال أبو بكر بن سيف: سمعت الأزرق يقول: إن ورشا لما تعمق في النحو اتخذ لنفسه مقرأً يسمى المقرأ ورش, فلما جئت لأقرأ عليه قلت له: يا أبا سعيد إني أحب أن تقرئني مقرأ نافع خالصا وتدعني مما استحسنت لنفسك، قال: فقلدته مقرأ نافع وكنت نازلا مع ورش في الدار, فقرأت عليه عشرين ختمة من حدْر وتحقيق, فأما تحقيق القراءة فكنت أقرأ عليه في الدار التي كنا نسكنها في مسجد عبد الله, وأما الحدر فكنت أقرأ عليه إذا رابطت معه بالإسكندرية.

## تلاميذه ورواة القراءة عنه
روى القراءة عنه عرضًا:
1-  إسماعيل بن عبد الله النحاس.
2-  محمد بن سعيد الأنماطي.
3-  أبو بكر عبد الله بن مالك بن سيف وهو آخرهم موتًا.
4-  مواس بن سهل.

## طريقته في القراءة
انفرد عن ورش بتغليظ اللامات، وترقيق الراءات، وروي عنه أنه قال: «إن ورشا لما تعمق في النحو اتخذ لنفسه مقرأ يسمى مقرأ ورش، فلما جئت لأقرأ عليه قلت له: يا أبا سعيد: إني أحب أن تقرئني مقرأ نافع خالصًا وتدعني مما استحسنت لنفسك، قال: فقلدته مقرأ نافع، وكنت نازلًا مع ورش في الدار، فقرأت عليه عشرين ختمة من حدر وتحقيق، فأما التحقيق فكنت أقرأ عليه في الدار التي كنا نسكنها في مسجد عبد الله، وأما الحدر فكنت أقرأ عليه إذا رابطت معه بالإسكندرية». 

## وفاته
توفي في حدود الأربعين ومائتين.

## أهم خصائص قراءته
1- له ثلاثة أوجه في البسملة بين السورتين، الوصل أو السكت من دون بسملة، أو البسملة بين السورتين.
2- له صلة ميم الجمع إذا جاء بعدها همزة قطع.
3- له في المنفصل والمتصل الطول.
4- في باب الهمزتين من كلمة يسهل الهمزة الثانية من دون إدخال ألف الفصل بينهما.
5-  في باب الهمزتين من كلمتين إذا كانتا متفقتي الحركة: بتسهيل الهمزة الثانية في الحالات الثلاثة، مع زيادة إبدال الثانية في المفتوحتين، وأما مختلفتي الحركة فبتسهيل الهمزة الثانية.
6-  يقرأ بالتقليل في باب الإمالة.
7-  يقرأ بتغليظ اللام المفتوحة أو الساكنة إذا كان قبلها حرف الطاء أو الظاء أو الصاد.
8-  يقرأ بترقيق الراء إذا سبقت بكسر أو بياء ساكنة.
9-  يفتح ياءات الإضافة إذا كان بعدها همزة قطع مفتوحة، أو همزة وصل مقرونة بلام التعريف، أو مجردة منها على تفصيل يعلم من المؤلفات في كتب القراءات.